# Villa des Fontaines-Dieu
La villa des Fontaines-Dieu, ou simplement Les Fontaines-Dieu, est un bâtiment situé à Samois-sur-Seine, en France. Il est inscrit aux monuments historiques depuis 2002 et constitue un exemple notoire des Affolantes.

## Situation et accès
L’édifice est situé sur le quai Franklin-Roosevelt, longé sur le côté par la montée de Thérouanne, au sud de Samois-sur-Seine. Plus largement, il se trouve dans le département de Seine-et-Marne, en région Île-de-France.

## Histoire
Le lieu-dit des Fontaines-Dieu a pour origine une source à laquelle on attribue des propriétés miraculeuses. On peut en particulier noter que cette source permettait l'exploitation du moulin du Bréau situé dans le Bas-Samois et dont l'existence peut être attestée en 1603. La station thermale proposée par un maire n’ayant vu le jour, c’est une modeste maison forestière qui y apparaît. Son propriétaire, l’éditeur Ernest Girard, la transforme successivement, en particulier en 1896 puis en 1912. La véranda est modifée en 1903 pour abriter une salle de billard ; une grande salle, surnommée « galerie des tableaux » est aménagée en 1910 avec un éclairage par verrière. En 1924, le journal local L'Abeille de Fontainebleau décrit la ville comme étant « une des plus jolies en bordure de la Seine ».

## Statut patrimonial et juridique
La villa, y compris son jardin et son portail, fait l’objet d’une inscription au titre des monuments historiques par arrêté du 18 mars 2002, en tant que propriété privée.